# Augusta Roszmann
Augusta Charlotte Cornelie Roszmann (1859–1945) foi uma artista belga.

## Biografia
A artista nasceu em uma família rica em Ghent. Em 1883, ela se mudou para Paris para começar seus estudos na Académie Julian, que ela concluiu com sucesso em meados da década de 1890. Quando seu pai morreu em 1885, ela provavelmente não recebeu mais apoio financeiro. Isso é indicado por vários pedidos de bolsas de estudo para a cidade de Ghent. Até 1896, ela regularmente mostrou seu trabalho nos Salões de Paris. Roszmann se estabeleceu como uma promissora pintora de retratos no cenário de exposições e recebeu vários prêmios: em 1889, ela recebeu uma Menção Honrosa, em 1893 participou da Exposição Mundial em Chicago depois de ter sido já homenageada com a medalha de bronze na Exposição Universal de 1889, em Paris. Como artiste peintre, Roszmann ganhava a vida com a venda de pinturas. Esta foi uma exceção, já que o emprego remunerado no século XIX não era destinado às mulheres. Em 1895, ela se juntou à sua amiga artista Louise Amans, que ela conheceu na Académie Julian e que morava na Schützenmattstrasse, em Basileia.